# Don Granato
Don Granato (* 11. August 1967 in Downers Grove, Illinois) ist ein ehemaliger US-amerikanischer Eishockeyspieler und derzeitiger -trainer. Während seiner vergleichsweise kurzen aktiven Profikarriere lief er zwei Jahre für die Columbus Chill in der ECHL auf, während er anschließend vor allem als Trainer bekannt wurde. Als Cheftrainer betreute er unter anderem das USA Hockey National Team Development Program (2011–2016), während er in der National Hockey League (NHL) als Assistenztrainer bei den St. Louis Blues und Chicago Blackhawks tätig war. Mit Beginn der Saison 2019/20 war er in dieser Funktion auch bei den Buffalo Sabres aktiv, bevor er dort im März 2021 als Cheftrainer übernahm. Diese Position hatte er bis April 2024 inne.

## Karriere

### Als Spieler
Don Granato wurde in Downers Grove geboren und spielte in seiner Jugend für die Madison Capitols, die in der Hauptstadt seines Heimatstaates Wisconsin beheimatet waren, in der United States Hockey League (USHL). Ebenda wechselte er 1987 an die University of Wisconsin–Madison, wo er fortan mit den Badgers am Spielbetrieb der Western Collegiate Hockey Association (WCHA) teilnahm, einer Liga der National Collegiate Athletic Association (NCAA). Bei den Badgers trat er als regelmäßiger Scorer in Erscheinung und führte das Team in seinem vierten und letzten College-Jahr als Mannschaftskapitän an. Zur Saison 1991/92 wechselte der Angreifer in den Profibereich, indem er sich den Columbus Chill aus der ECHL anschloss. Dort verzeichnete er in der Spielzeit 1992/93 insgesamt 48 Scorerpunkte in 63 Spielen, während dies zugleich das letzte Jahr seiner aktiven Karriere darstellen sollte.

### Als Trainer
Direkt nach dem Ende seiner aktiven Laufbahn kehrte Granato in die USHL zu seinem mittlerweile umbenannten Juniorenteam zurück, den Wisconsin Capitols, wo er kurzzeitig als Cheftrainer tätig war. In gleicher Funktion wechselte er zur Saison 1994/95 innerhalb der Liga zu den Green Bay Gamblers, deren Geschicke er drei Jahre lang leitete und in dieser Zeit im Jahre 1996 die USHL-Playoffs um den Clark Cup gewann. 1997 kehrte er in den Profibereich sowie zu den Columbus Chill zurück, die er zwei Jahre lang trainierte, ehe er 1999 innerhalb der ECHL zu den Peoria Rivermen wechselte. Mit den Rivermen gewann er in seinem einzigen Jahr dort die ECHL-Playoffs und somit den Kelly Cup, bevor er in die höherklassige American Hockey League (AHL) wechselte und dort bei den Worcester IceCats übernahm. Bereits in seinem ersten Jahr wurden die IceCats punktbestes AHL-Team und somit Gewinner der Macgregor Kilpatrick Trophy, während der US-Amerikaner persönlich mit dem Louis A. R. Pieri Memorial Award als bester Trainer der Liga ausgezeichnet wurde.
Nach fünf Jahren in Worcester wurde Granato innerhalb der Organisation zum Assistenztrainer der St. Louis Blues befördert, dem Kooperationspartner der IceCats aus der National Hockey League (NHL). Diese Position hatte er nur eine Saison lang inne, ehe er zwei Jahre als Scout für die Toronto Maple Leafs tätig war. Anschließend kehrte er bei den Chicago Wolves für zwei Jahre als AHL-Cheftrainer zurück, wobei er 2009 am AHL All-Star Classic teilnahm, ehe er in der Spielzeit 2010/11 erneut als NHL-Scout für die Vancouver Canucks arbeitete.
Zur Saison 2011/12 wurde Granato als Cheftrainer für das USA Hockey National Team Development Program (NTDP) verpflichtet, die zentrale Talenteschmiede des US-amerikanischen Verbandes USA Hockey. In den fünf Jahren, in denen er diese Funktion innehatte, nahm er mit den U17- und U18-Nationalmannschaften an zahlreichen internationalen Turnieren teil, wobei die Juniorenteams eine Reihe von Erfolgen feierten. Bei World U-17 Hockey Challenges gewann man eine Silber- und eine Goldmedaille in den Jahren 2012 und Januar 2014, während in ähnlicher Weise eine Silber- und eine Goldmedaille bei den U18-Weltmeisterschaften 2013 und 2015 folgten. Außerdem nahm er als Assistenztrainer mit der A-Nationalmannschaft der USA an den Weltmeisterschaften 2014 und 2018 teil, wobei 2018 eine Bronzemedaille gewonnen wurde.
In der Zwischenzeit kehrte er für die Saison 2016/17 zu den Wisconsin Badgers zurück, bei denen er als Assistenztrainer unter seinem Bruder Tony tätig war. Die Rückkehr in die NHL gelang ihm anschließend zur Spielzeit 2017/18, als ihn die Chicago Blackhawks als neuen Assistenten von Joel Quenneville einstellten. Nach zwei Jahren bei den Blackhawks wechselte er im Sommer 2019 in gleicher Funktion zu den Buffalo Sabres, bei denen er vorerst Phil Housley assistierte. Nachdem dessen Nachfolger Ralph Krueger im März 2021 entlassen worden war, wurde Granato zum neuen Interims-Cheftrainer der Sabres ernannt. Im Juni 2021 wiederum gab das Team die feste Verpflichtung des US-Amerikaners bekannt, der einen Dreijahresvertrag in Buffalo erhielt.
In diesen drei Jahren gelang es Granato nicht, die Sabres wieder in die Playoffs zu führen, sodass man ihn über die Saison 2023/24 nicht weiterbeschäftigte. Seine Nachfolge trat Lindy Ruff an.

## Erfolge und Auszeichnungen
| - 1996 Clark-Cup-Gewinn mit den Green Bay Gamblers - 2000 Kelly-Cup-Gewinn mit den Peoria Rivermen - 2001 Macgregor-Kilpatrick-Trophy-Gewinn mit den Worcester IceCats | - 2001 Louis A. R. Pieri Memorial Award - 2009 Teilnahme am AHL All-Star Classic |

### International
| - 2012 Silbermedaille bei der World U-17 Hockey Challenge - 2013 Silbermedaille bei der U18-Weltmeisterschaft - 2014 Goldmedaille bei der World U-17 Hockey Challenge | - 2015 Goldmedaille bei der U18-Weltmeisterschaft - 2018 Bronzemedaille bei der Weltmeisterschaft (als Assistent) |

## Familie
Sein älterer Bruder Tony Granato bestritt über 700 Partien in der NHL und wurde anschließend auch als Trainer bekannt, unter anderem der Colorado Avalanche sowie der Nationalmannschaft der USA. Seine jüngere Schwester Cammi Granato gilt als eine der besten Eishockeyspielerinnen überhaupt und wurde 2010 als erste Frau (gemeinsam mit Angela James) in die Hockey Hall of Fame aufgenommen. Sie ist mit Ray Ferraro verheiratet.